# Unides per la sang
Unides per la sang (títol original en anglès, Bleeding Heart) és una pel·lícula dramàtica estatunidenca de 2015 escrita i dirigida per Diane Bell i protagonitzada per Jessica Biel, Zosia Mamet, Joe Anderson i Edi Gathegi. La pel·lícula va ser produïda per Jonathan Schwartz, Andrea Sperling i Greg Ammon. S'ha doblat i subtitulat al català.